# Paul Knapen
Paul Knapen (Sint-Truiden, 5 mei 1916 - aldaar, 14 december 1998) was een Belgisch advocaat en politicus.

## Biografie
Paul Knapen liep school aan het Sint-Jozefscollege in Hasselt, studeerde wijsbegeerte en letteren aan de Facultés universitaires Notre Dame de la Paix in Namen en doctoreerde in de rechten aan de Katholieke Universiteit Leuven. Tijdens zijn studies in Leuven was hij actief als voorzitter van het Hoogstudentenverbond voor Katholieke Actie en bestuurslid van het Katholiek Vlaams Hoogstudentenverbond.
Beroepshalve was hij advocaat; van 1941 tot 1984 was hij aangesloten bij de balie van Hasselt. Van 1944 tot 1946 was hij substituut-krijgsauditeur in Hasselt. Hij vroeg ontslag uit deze functie om als advocaat in verschillende collaboratieprocessen in Hasselt de verdediging van Vlaams-nationalisten op zich te nemen.
Knapen speelde een rol in de naoorlogse reorganisatie van het Davidsfonds en was van 1946 tot 1969 lid van het hoofdbestuur.
In 1949 werd hij voor de CVP provincieraadslid van Limburg. In 1954 werd hij eveneens lid van de bestendige deputatie bevoegd voor cultuur, middenstand en landbouw.
In 1959 nam Knapen initiatief tot oprichting van de Kultuurraad voor Vlaanderen, waarvan hij tot 1976 de eerste voorzitter was. Hij streefde naar Vlaamse cultuurautonomie en culturele samenwerking tussen Nederland en Vlaanderen.
Verder was hij:
- lid van het Vlaams Rechtsgenootschap
- lid van de beheerraad van de Belgische Radio en Televisie-omroep (1960-1972)
- initiatiefnemer (1965) en voorzitter (1965-1972) van het Groot-Limburgs Toneel
- voorzitter van het Cultureel comité van de Kredietbank
- voorzitter van de Stichting Leefmilieu (vanaf 1970)
- eredoctor aan de Rijksuniversiteit Gent (1988)[1]